# バクトリア・マルギアナ複合
バクトリア・マルギアナ複合（バクトリア・マルギアナふくごう；Bactria-Margiana Archaeological Complex：略称BMAC）とは、青銅器時代の紀元前2000年前後に、現在のトルクメニスタン、ウズベキスタン、タジキスタン、アフガニスタン北部のアムダリヤ(オクサス)川上流部などに栄えた一連の先史文化を指す考古学用語である。
インダス文明とほぼ同時代に高度の都市文化を発展させたことから「第五の古代文明」という意味でオクサス文明とも呼ばれる。発見は比較的新しく、研究途上にある。メソポタミアの文明やエラム文明、インダス文明など他の文化との関係、特にアーリア人のインド・イランでの勃興に関連しても注目されている。

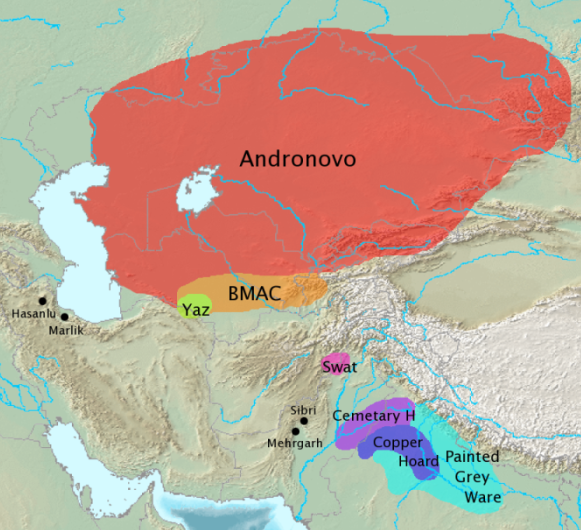
BMACと他の文化との位置関係

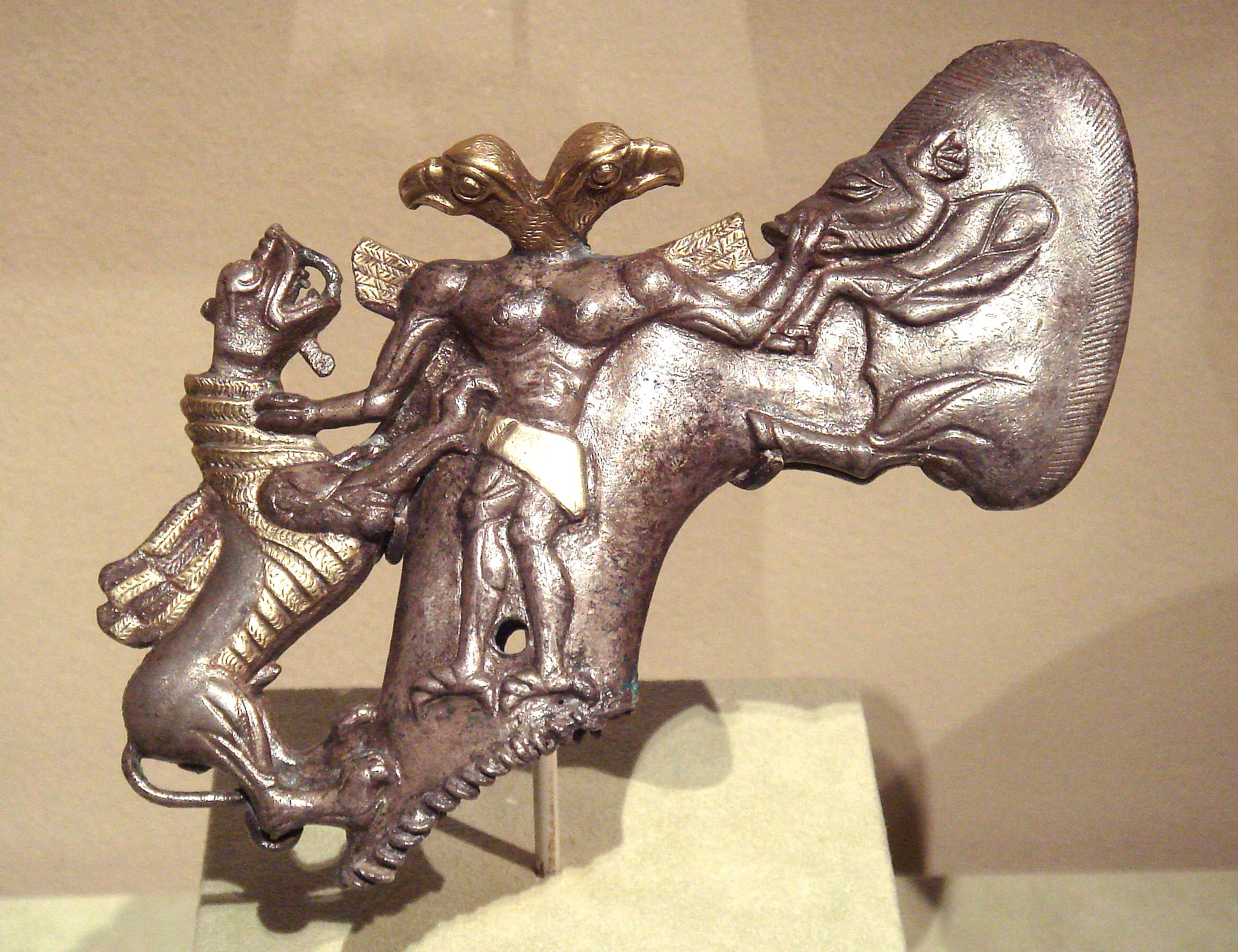
怪物と動物を象った斧

## 位置と時代
バクトリア（アフガニスタン北部）、マルギアナ（トルクメニスタン）はいずれも遺跡が集中する地域のギリシア語名である。乾燥地帯であるが、川とオアシスを利用して古くから農業が行われた。バクトリア、マルギアナは現在のメルヴを中心とし、アケメネス朝ペルシア以降栄えた。
BMACは、ソ連の考古学者ヴィクトル・サリアニディが発掘調査に基づき1976年に命名した。これは西側ではあまり知られなかったが、ソ連崩壊後1990年代に世界的に知られるようになった。代表的な都市遺跡としてはナマズガ・デペやアルティン・デペがある。住民は灌漑により小麦・大麦などの栽培を行っていた。都市や城塞の遺構のほかに、優れた金属器や、土器、宝石類、石の印章など様々な遺物が知られる。印章に見られる図柄はイラン南東部から出土した陶器や銀器によく似ている。マルグッシュ遺跡（ゴヌール・テペ）からはエラム文字と見られる銘文を彫った陶片が見つかっている。これらの遺跡の上下限年代は、放射性炭素年代測定によって紀元前2200年から1500年頃という数字が提示されている。この発展と没落の過程はまだよくわかっていない。
BMACの遺物はこの地域だけでなくイラン東部、ペルシャ湾岸、バルチスタン、インダス川流域（ハラッパーなど）の広い範囲で見出されている。中心地はむしろアフガニスタン南部からバルチスタンにあったとする学者もいるが、今のところ同地方から本格的な規模の同文化に属する遺跡は一切発見されていない。

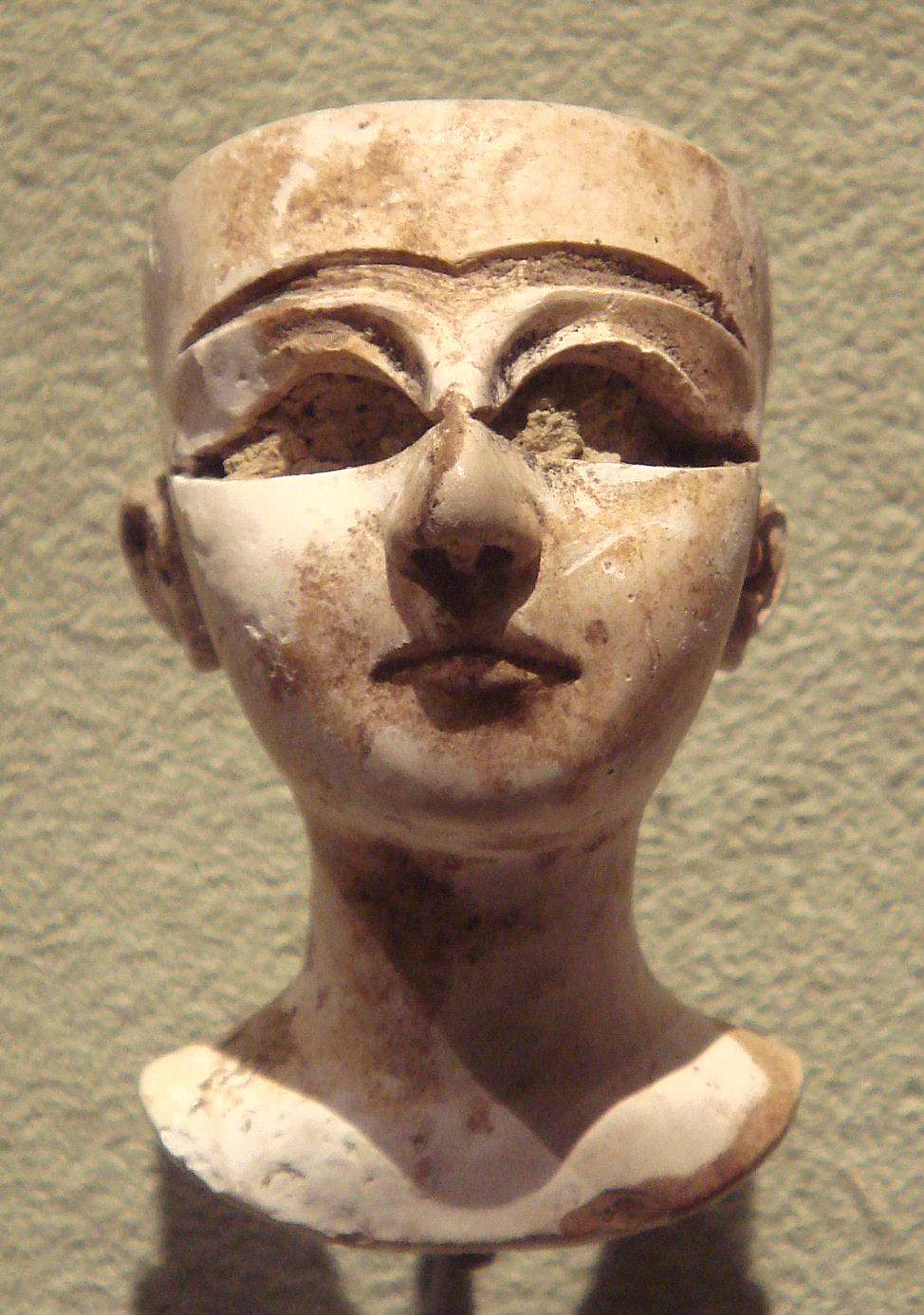
女性頭部像

## 他の文化との関係
イラク、イランやインダス地方とは盛んな交流が行われ交易圏を形成していたが、別の独立した文明という説と、メソポタミアやエラム文明からの移住地として始まったという説がある。東側では、土器などに関してガンダーラ墓葬文化（GGC：スワート(Swat)文化ともいう）との深い関係が考えられている。
また同時期の北側では中央アジアの広い範囲に遊牧民のアンドロノヴォ文化が栄えており、これとの接触もあったようである。サリアニディはBMAC文化の起源についてアナトリアなどに由来する説を称えているが、イランのエラム文明に由来するとする説やイラクからインダス一帯の交易権圏の下で独自に発達したとする説、他にほぼ同時期のタリム盆地の先史文化と結び付ける説もある。

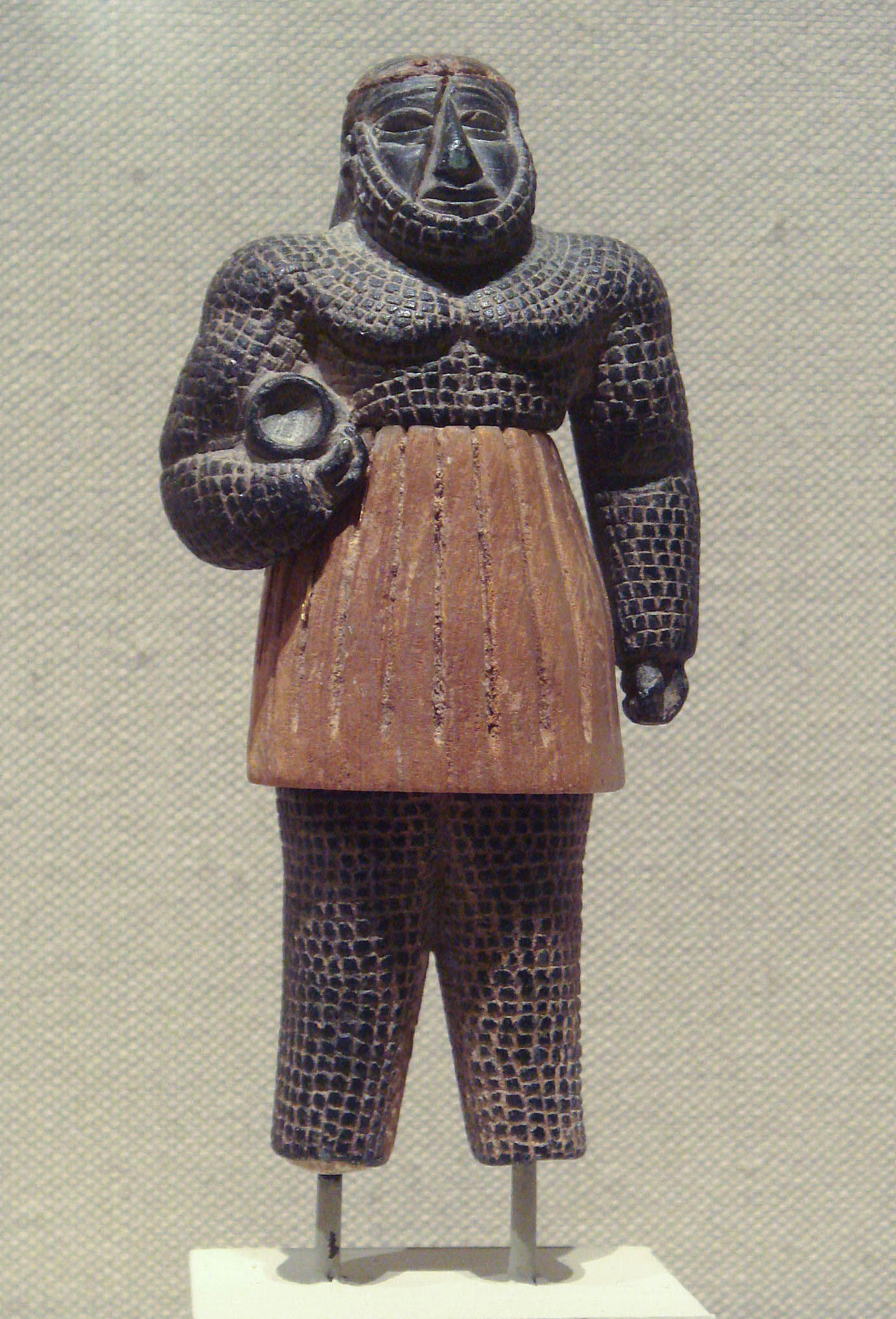
トランペットを持つ怪人像

## アーリア人との関係
この時代は、アーリア人（インド・イラン語派の言語を用いる人々）がインドやイランで勃興する直前の時期に当たり、BMACはこれとの関係でも注目されている。アンドロノヴォ文化を原アーリア文化とする説があるが、この文化はインド・イランの考古学的文化と関連づけるのが難しい。またアンドロノヴォ文化が原アーリア文化であれば、これがBMACを滅亡させたと想像されるが、BMACは馬の牧畜と戦車を使用する文化により滅亡した形跡はあるものの、この文化は南から北へ拡大しておりBMACより北方に位置する地方の同文化の最も早い痕跡は紀元前1100年頃のものである。またサリアニディ自身はBMAC＝原アーリア説を主張し、大量の灰あるいはケシや麻黄が発見された宮殿の部屋をアーリア人の拝火儀式、ソーマ（ハオマ）儀式の証拠であるとするが、BMACは農耕文化であって馬に関係した遺物は極めて乏しく、BMACを原アーリア人と関連づけるのは困難である。またジェームズ・マロリーはヴェーダにおける砦の記述と発掘された城塞とを結び付け、アンドロノヴォ文化がBMACと同化してアーリア文化になったと主張するが、BMACとこれを滅亡させたと見られる文化は短期間かつ断絶的に入れ替わっている。
インド・イラン語派には印欧祖語やドラヴィダ語と異なる基層言語があるとの考えもあり、それがBMACの言語（単一ではなかったかもしれないが）ではないかと考える人もいる。現在ガンダーラ地方の近く（カシミール）に残っているブルシャスキー語も関係があるかもしれない。

## 文献
- 古代インド文明の謎（堀晄著、2008、吉川弘文館）ISBN 978-4-642-05651-9。
- アフガニスタンの歴史と文化（2005年、明石書店）ISBN 4-7503-2070-6